# Автоним
Автоним (лат. Autonymum) — в систематике растений, название применяемое для обозначения типового подразделения таксона, точно повторяющее его название. 
В отличие от других названий, автонимы пишутся без указания фамилии автора. 
Примеры: 
- Potamogeton L. subgen. Potamogeton
- Primula L. sect. Primula
- Primula veris L. subsp. veris
- Orobanche lutea Baumg. var. lutea

В авторском праве автоним (от др.-греч. αὐτο — сам + όνομα — имя) — подлинное имя человека, известного под псевдонимом.